# Brandon Archer
Brandon Archer (Minneapolis, 30 ottobre 1983) è un giocatore di football americano statunitense.
Fu messo sotto contratto dagli Indianapolis Colts come undrafted free agent nel 2007. Ha giocato nella squadra di college dei Kansas State Wildcats.
Ha militato anche nei Minnesota Vikings, nei Denver Broncos e negli Washington Redskins. Nel 2009, ha giocato in Italia per i Rhinos Milano.

## Vittorie e premi
2 Honorable Mention All-Big12 (2004, 2005)
Primo team All-Big12 (2006)